# Čierna Lehota (okres Rožňava)
Čierna Lehota (Hongaars: Szabados) is een Slowaakse gemeente in de regio Košice, en maakt deel uit van het district Rožňava.
Čierna Lehota telt 617 inwoners.